# Gentaltaret

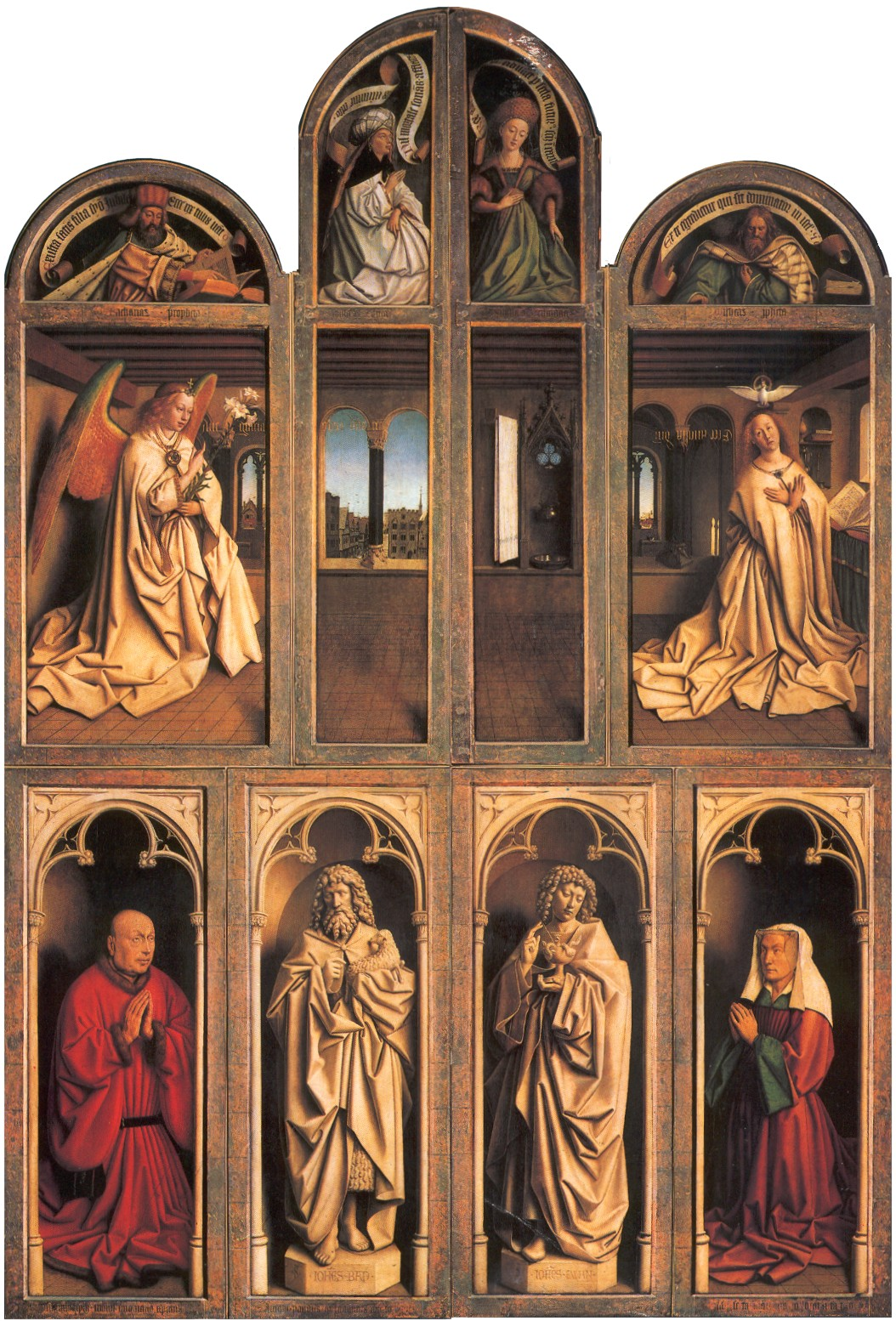
Gentaltaret med stängda dörrar.

Gentaltaret är ett altarskåp i Sint Baafskatedralen i Gent i Belgien. Målningarna utfördes mellan år 1420 och 1432 av bröderna Hubert och Jan van Eyck.

## Pannåer
Gentaltaret är ett flygelaltarskåp i två våningar. Det är en polyptyk, består av tolv pannåer och är i utfällt läge 5,2 meter brett och 3,75 meter högt. De åtta yttre pannåerna är målade på båda sidorna. När skåpet är stängt syns bara de yttre pannåernas baksida. Sammanlagt består altarskåpet av 20 målade paneler.

### Corpus
I mittpanelen, corpus, skildras i den övre bilden deësis som är en framställning av Kristus på tronen med Jungfru Maria och Johannes döparen på ömse sidor. Kristusfiguren har ibland också tolkats som Gud fader själv. Den undre bilden, med måtten 134,3 x 237,5 centimeter, visar Tillbedjan av lammet.  

### Flygelpaneler (insida)
På de inre panelerna avbildas musicerande änglar på övervåningen. De yttre panelerna avbildar Adam till vänster och Eva till höger; båda är målade i grisaille-teknik av Jan Van Eyck som trompe l'œil-skulpturer placerade i nischer. Ovanför de avbildas sönerna Kain och Abel med samma teknik. Till höger, ovanför Eva, skildras hur Kain mördar Abel.
De nedre målningar anges med inskriptioner föreställa rättfärdiga domare längst till vänster och därefter Kristi riddare. På höger sida avbildas i den inre panelen eremiter och bland dem Maria från Magdala, identifierad av sitt attribut smörjelsekärl. Den yttre panelen återger pilgrimer ledda av det storvuxna helgonet Kristoffer.  

### Flygelpaneler (utsida)
Flygelpanelernas utsida syns när dörrarna till altarskåpet är stängt. Högst upp i lunetterna avbildas profeten Sakarja, erythreanska sibyllan, cumaeiska sibyllan och profeten Mika. De mellersta bilderna skildrar bebådelsen där ärkeängeln Gabriel berättar för Jungfru Maria att hon skulle föda Kristusbarnet. Ärkeängeln överräcker en vit madonnalilja vilken symboliserar kyskhet. Över Maria syns en duva som symboliserar den heliga ande. De färglagda figurerna i den nedra bildytan visar de knäböjande beställarna av altarskåpet, Jodocus Vyd och hans hustru Isabelle Borluut. Mellan donatorerna syns Johannes Döparen och Johannes evangelisten i grisaille för att likna en statyer.